# Britanske podmornice klase L
Klasa L je oznaka za klasu britanskih oceanskih podmornica, izrađenih za potrebe kraljevske mornarice.

## Razvoj
Podmorničarska klasa oceanskih podmornica zamišljena je i konstruirana kao zamjena i unapređenje klase E. Budući da je u njima bio implementiran čitav niz tehničkih inovacija i unaprjeđenja temeljnog projekta, posljednje dvije naručene podmornice iz serije klase E57 i E58 jednostavno su otkazane. Umjesto toga projekt je promijenjen, a količina usvojenih konstruktivnih promjena bila je više nego dovoljna da posluži kao temelj za uvođenje nove klase. Spomenute dvije podmornice dobile su oznaku L1 i L2. Oceanske podmornice klase L mogu se podijeliti na tri podgrupe:
- Grupa I (L1 - L8) građene od 1916. – 1918. godine
- Grupa II (L9 - L33) građene od 1916. – 1921. godine
- Grupa III (L34 - L74) građene od 1916. – 1925. godine

Od ukupno 74 predviđene podmornice ove klase, čak njih 42 bilo je tijekom vremena otkazano, a šest podmornica (L14, L17, L24 - L27) bilo je modificirano u minopolagače. Izgradnju podmornica ove klase preuzelo je čak osam brodogradilišta. 

## Dizajn
Britanski konstruktori su se kod ove klase ponovo vratili uporabi vanjskih tankova za smještaj glavnog balasta onako kako je to bio slučaj i kod E klase. Deplasmani podmornica varirali su od 891/ 1074 tona (grupa I) do 960 /1150 t (grupa III) a shodno izvedenim konstrukcijskim izmjenama pričuvni uzgon se smanjio s 21,3% (grupa I) na 19,8% (grupe II i III). Sukladno s različitim deplasmanima, razlikovale su se i izmjere pojedinih grupa unutar klase L. Dvomotorni dizelski dio propulzije preuzet je iz podmornica klase J i mogao je razviti ukupno 2400 KS.
 Drugi dio propulzije činile su četiri električna motora, svaki po 400 KS. Električni motori su se napajali iz baterije od 336 ćelija, podijeljenih u tri baterijska grotla po 112 ćelija. Propulzijski sustav bio je dizajniran tako da je na svaku od pogonskih osovina bio spojen jedan dizelski glavni motor i dva električna motora. Tehnički novitet primijenjen na klasi L bila je ugradnja pomoćnog električnog motora od 20 KS, koji je bio namijenjen za tzv. šuljajući način podvodne plovidbe brzinom od samo 1,75 čvorova. Taj pomoćni motor prenosio je snagu preko pužnog mehanizma samo na desnu osovinu. Tako koncipiran sustav propulzije i konstrukcijski izabrani oblik trupa omogućavali su podmornicama klase L maksimalnu površinsku brzinu do 17,5 čv, odnosno podvodnu od 10,5 čv.
Doplov tih podmornica bio je dosta različit ovisno o pripadnosti pojedinoj grupi, ali i o individualnoj primjeni i kapacitetu dodatnih (eksternih) tankova goriva smještenih izvan čvrstog trupa podmornica. Sljedeći čimbenik koji je karakterizirao podjelu unutar klase bio je sustav i konfiguracija torpednog i topničkog naoružanja. Ovisno o podgrupi (I, II ili III) i zadaći (torpedne ili minopolagači), podmornice su bile opremane torpedima kalibra 18 ili 21 inča (440 ili 533 mm). Sve podgrupe su imale ugrađene pramčane torpedne cijevi, a podgrupe I i II imale su i po dvije bočne torpedne cijevi. Sve tri podgrupe (osim podmornica u minopolagačkoj inačici) bile su opremljene topom kalibra 101,5 mm.

## Povijest korištenja
Podmornice klase L vrlo brzo su postale okosnicom britanske podmorničarske oceansko-ophodne flotile. Tijekom njihova aktivnog učešća u borbenim operacijama I. svjetskog rata - izgubljena je samo jedna podmornica. L10 koju je 10. listopada 1918. na ušću rijeke Texel potopio njemački razarač S33. Podmornice L5, L24 i L55 nastradale su u pomorskim sudarima poslije rata. Zanimljivo zvuči podatak da je posljednja podmornica iz klase, L23, ostala u operativnoj službi britanske ratne mornarice punih 28 godina. Preživjela je oba svjetska rata i izbrisana je iz flotne liste 21. lipnja 1945. Potonula je u svibnju 1946. tijekom tegljenja u rezalište.

## Poveznice
|  | Zajednički poslužitelj ima stranicu o temi British L class submarine    |
|  | Zajednički poslužitelj ima još gradiva o temi British L class submarine |